# Ján Valach

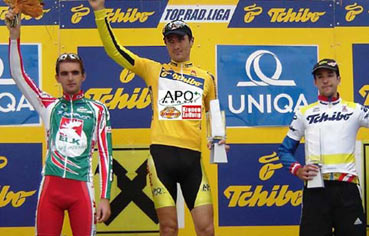
Valach bei der Siegerehrung zur Tchibo Top Radliga

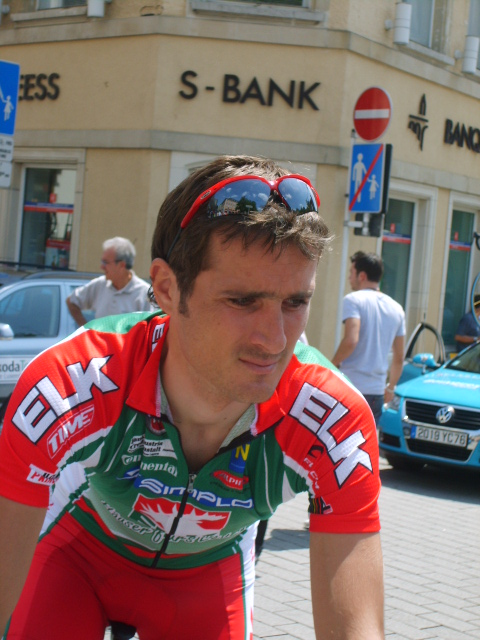
Jan Valach, vor der zweiten Etappe der Luxemburg-Rundfahrt 2007

Ján Valach (* 19. August 1973 in Myjava, Slowakei) ist ein ehemaliger slowakischer Radrennfahrer.
Ján Valach begann seine Karriere 1999 bei dem Radsportteam De Nardi-Pasta Montegrappa. Zuvor war er bereits zweimal slowakischer Meister im Straßenrennen gewesen. Diesen Titel, sowie das Einzelzeitfahren, konnte er erneut 2001 gewinnen. Seinen Zeitfahrtitel verteidigte er noch einmal 2002. In der Saison 2003 gewann er das polnische Eintagesrennen Coupe des Carpathes. 2004 ging er zu der tschechischen Mannschaft Ed' System-ZVVZ. Er wurde 2005 einmal Etappendritter bei den Vier Tagen von Dünkirchen und auch Dritter bei Rund um die Nürnberger Altstadt. 2006 fuhr Valach für das österreichische Continental Team Aposport Krone Linz. Er wurde in dieser Saison jeweils Dritter bei der zweiten Etappe der Österreich-Rundfahrt und beim GP Bradlo. Außerdem gewann er die Gesamtwertung zur Tchibo Top Radliga in Österreich. Von 2007 bis 2009 fuhr er für das Professional Continental Team Elk Haus-Simplon und 2010 für die slowakische Mannschaft Dukla Trenčín Merida. 
Im Juli 2010 beendete er seine Karriere und wurde Sportlicher Leiter bei seiner letzten Mannschaft als Aktiver. Diese Funktion übernahm er seit 2017 beim UCI WorldTeam Bora-hansgrohe.

## Erfolge
1996
- Gesamtwertung und eine Etappe Slowakei-Rundfahrt
- GP ZTS Dubnica nad Váhom
- Gesamtwertung Grand Prix de la Somme

1997
- Slowakischer Meister – Straßenrennen

1998
- Slowakischer Meister – Straßenrennen
- Slowakischer Meister – Einzelzeitfahren

2001
- Prolog Ägypten-Rundfahrt
- Slowakischer Meister – Einzelzeitfahren
- Slowakischer Meister – Straßenrennen
- Slowakischer Meister – Mannschaftszeitfahren

2002
- Slowakischer Meister – Einzelzeitfahren
- Slowakischer Meister – Mannschaftszeitfahren

2009
- eine Etappe Grand Prix Bradlo

## Teams
- 1999 De Nardi-Pasta Montegrappa
- 2001 De Nardi-Pasta Montegrappa
- 2002 De Nardi-Pasta Montegrappa
- 2004 Ed' System-ZVVZ
- 2005 Ed' System-ZVVZ
- 2006 Aposport Krone Linz
- 2007 Elk Haus-Simplon
- 2008 Elk Haus-Simplon
- 2009 Elk Haus
- 2010 Dukla Trenčín Merida (bis 31.07.)